# Igor Milić
Igor Milić (Osijek, 5. listopada 1972.) hrvatski je glazbenik-instrumentalist, pjevač, glazbeni producent, aranžer, skladatelj i glazbeni pedagog. 

## Životopis

### Glazbeni početci
Igor Milić rođen je 5. listopada 1972. u Osijeku. Prve dodire s glazbom ostvaruje već kao petogodišnjak kad počinje svirati gitaru i tamburicu u krugu svoje obitelji. U dobi od devet godina uključuje se u tamburaški orkestar Josipa Kolarića, u kojem svira brač 3, čelo, bugariju i berdu. U tom orkestru svira 5 godina te nastupa na mnogim tamburaškim smotrama i festivalima na kojima orkestar osvaja prestižne nagrade. 
Uz sviranje u orkestru Josipa Kolarića, od 1982. istodobno počinje svirati bugariju u KUD-u "Biseri Slavonije" pod vodstvom Franje Slavka Batoreka. Tamo ostaje do 1987. kada prelazi u KUD "Srđan Petrov" (današnji "Željezničar").
U KUD-u "Srđan Petrov" ostaje do 1991. i svira bugariju, berdu i brač u narodnom orkestru pod vodstvom Miroslava Tanackovića i tamburaškom sastavu pod vodstvom Zvonka Murinjija. 
U tamburaškom sastavu "Bekrije" svirao je berdu i pjevao od 1987. do 1991. 
U razdoblju od 1991. do 1997. surađuje s mnogim tamburaškim sastavima (Josip Batorek – berda, bugarija) kao i sastavima zabavne glazbe (Zlatne suze, Pink Lady, Vanessa Band – bas-gitara, gitara, vokal) te bilježi zapažene nastupe ("Turbo Limach Show" Siniše Cmrka) i suradnje s renomiranim hrvatskim pjevačima.

### Slavonski bećari
Profesionalnu estradnu karijeru započeo je 1997. u legendarnom tamburaškom sastavu Slavonski bećari pod vodstvom Antuna Nikolića Tuce, u kojem djeluje do 2007. g. (berda i vokal). U tom razdoblju nastupao je na mnogim koncertima diljem svijeta, sudjelovao u preko 200 televizijskih nastupa i na 24 festivala. Surađivao je s mnogim estradnim umjetnicima kao što su Krunoslav Kićo Slabinac, Miroslav Škoro, Đuka Čajić, Marta Nikolin, Stjepan Jeršek Štef, Željko Lončarić Žec, Davor Radolfi, Milo Hrnić, Pero Panjković. Slavonski bećari dobitnici su mnogobrojnih nagrada i priznanja ne samo u Hrvatskoj nego i diljem svijeta. Godine 1997. Slavonski bećari objavljuju studijski album Baš je bila luda godina, 2003. Narodne božićne pjesme, a do 2007. objavljena su 22 njihova festivalska izdanja.

### Studio "Emaus"
Igor Milić je 2003. pokrenuo vlastiti glazbeni studio "Emaus" u kojem radi kao glazbeni producent, skladatelj,  aranžer, studijski instrumentalist i pjevač. Od 2005. rad studija usmjerio je na duhovnu glazbu. U sklopu "Emausa" potpisuje produkcije nekoliko albuma: Izbroj darove (produkcija), Sanctus (produkcija, aranžman, instrumentacija – gitara, bas-gitara, solo gitara, berda, kontrabas), Radost s neba (produkcija, aranžman, instrumentacija – gitara, bas-gitara). Također je producirao pjesme za festivale duhovne glazbe (Bonofest, Krapinafest, "Svjetlost dolazi", Zadar) za koje je uz produkciju radio aranžmane i instrumentaciju. 
Rad u studiju "Emaus" obuhvaća i produkciju hrvatske inačice svjetski poznate evangelizacijske dječje predstave "Slagalica", u kojoj je posudio glas jednom od glavnih likova.
Surađivao je s poznatim svjetskim kazališnim producentom Richardom Montezom, osnivačem međunarodnoga kazališta "Cornerstone Arts", koji mu je dodjelio jednu od glavnih uloga u mjuziklu Andrewa Lloyda Webbera Josip i kričave boje njegovih snova izvedenoga u Osijeku i Slavonskom Brodu: za istu je predstavu u varaždinskoj Areni vodio orkestar. Za "Cornerstone Arts" je 2013. s Majom Vargom radio cjelokupnu glazbenu produkciju za poznati mjuzikl Claudea-Michela Schönberga Jadnici (fr. Les Miserables).

### Tamburaška škola "Šandor Petefi"
U suradnji s Emerikom Huđikom 2008. osnovao je tamburašku školu u Erdutu u sklopu KUD-a "Šandor Petefi" u kojoj djeluje kao glazbeni pedagog i učitelj tambura. Voditelj je dvaju orkestara u kojima svira više od tridesetero djece s kojima je do danas nastupao diljem Hrvatske, Mađarske, Slovenije i Slovačke. Orkestar je surađivao s poznatim estradnim imenima kao što su Antun Nikolić
Tuca, Igor Delač, Mario Roth, Adriana Baković. Uz veliki broj tamburaških aranžmana koje potpisuje, notno je zabilježio i 16 autohtonih izvornih narodnih mađarskih pjesama s područja Dalj planine. KUD i tamburaška škola osvojili su mnoga priznanja i nagrade, a jedna od najvrijednijih je nagrada Republike Mađarske dodijeljena 2014. godine za promicanje i očuvanje kulturne baštine.

### Tamburaške škole u Australiji
2014. godine u Sydneyu Australija, Igor Milić pregovora s Miletom Dejanovicem, predsjednikom AHFG "Linđo" Sydney o osnivanju tamburaških škola za djecu i odrasle u okviru hrvatskih folklornih grupa u Australiji kao i predstavljanju i afirmaciji tambure kao hrvatskog tradicijskog instrumenta izvan okvira hrvatskih folklornih društava. 2015. godine osniva prvu tamburašku školu za djecu u okviru AHFG "Linđo" Sydney i već nakon nekoliko mjeseci ostvaruje zapažene nastupe. Istovremeno počinje raditi kao koordinator tamburaške sekcije i folklornog ansambla HFG "Domovina" Sydney s kojim također vrlo brzo ostvaruje zapažene rezultate. 2016. godine u FG "Mladi Hrvati" Melbourne osniva dvije tamburaške škole, za djecu i odrasle. Prvi zapažen nastup ostvaruje već u svibnju 2016. U FA "Hrvatska zora" Melbourne 
istovremeno radi kao voditelj tamburaške sekcije. Iste godine uz pomoć pastora Damira Posavca u crkvi SDA "St Albans" Melbourne Igor Milić osniva crkveni tamburaški orkestar. Crkva financira nabavu instrumenata iz Hrvatske i orkestar započinje s radom. Osim Australaca hrvatskog podrijetla u orkestru sviraju i pripadnici drugih etničkih skupina. Osim ove posebnosti zanimljivo je istaknuti da orkestar izvodi kršćansku duhovnu glazbu za koju tamburaške orkestralne aranžmane piše Igor Milić. Orkestar uspješno djeluje i nastupa diljem Australije. Važnost, kvalitetu i značaj ovih projekata prepoznao je i "Darebin Ethnic Communities Council" u Melbourneu koji je podržao rad Igora Milića i ponudio suradnju i osnivanje tamburaške škole pod njihovim pokroviteljstvom. Australska državna radiotelevizija SBS objavila je dva intervjua 2015. i 2016. godine u kojima je Milić predstavio svoje projekte, a Croatian Herald Melbourne u izdanju 27.01.2016. je o tome objavio članak.

## Diskografija

### Slavonski bećari - od 1996.

#### Albumi
- 1997. – Baš je bila luda godina[2]
- 2003. – Narodne božićne pjesme[3]

#### Festivali
- Brodfest[5]
  - 1997. - "Vukovaru, srećo, dobar dan"
  - 1998. – "Sveta Kata, snig za vrata"
  - 1999. – "Kućo moja na pol' šora"[17]
  - 2000. – "Najlipše su cure u Daražu"[18]
  - 2001. – "Dođi, diko, na šokačko sijelo"
  - 2003. – "Vatra ivanjska"[19]
  - 2004. – "Lovačka himna"[20]
  - 2005. – "Ej ravnico, moja mati"[21]
  - 2007. – "Oj, djetešce moje drago"[22]

- Požeški festival Zlatne žice Slavonije[4]
  - 1996. – "Kapo moja poderana"[23]
  - 1997. – "Otac mi je stari tamburaš"
  - 1998. – "Pokid'o sam na biciklu žbice"
  - 2001. – "Da se meni još jedanput roditi"
  - 2005. – "Nikad nismo bolje pili"

- Pitomača[1][6]
  - 1998. – "Prve ljubavi"[24]
  - 1999. – "Kuca srce Slavonije"[25]
  - 2000. – "Samo pjevaj"[26]
  - 2001. – "Bećarska krv"[27]
  - 2002. – "Baranjska rujna zoro"[28]
  - 2004. – "Pala Drava Dunavu u zagrljaj"[29]
  - 2005. – "Zavirih ja u tvoje srdašce"[30]
  - 2007. – "Bećarski život"[31]
  - 2009. – "Teci, Dravo"

### Studio Emaus

#### Albumi
- 2011. Izbroj darove – Zbor EPC Radosna vijest, Osijek (Izdavač: Izvori, kršćanski nakladni zavod, Osijek; Glazbena produkcija: Studio Emaus; Glazbeni producent: Igor Milić)[7]
- 2012. Na putu svetosti – Sanctus (Izdavač: Franjevački samostan, Našice; Glazbena produkcija i mastering: Studio Emaus, Osijek; Glazbeni producent: Igor Milić; Izvršni producent: Judita Paljević)[8]
- 2014./2015. Radost s neba – Rijeka života, Belišće (Izdavač: Izvori, kršćanski nakladni zavod, Osijek; Glazbena produkcija: Studio Emaus; Glazbeni producent: Igor Milić)[9]

#### Festivali
- Glazbeni festival "Pjesme podravine i podravlja", Pitomača 2009.; Slavonski bećari "Teci Dravo", glazbeni producent Igor Milić[32]
- Slavonski bećari "Srce Valpovštine", glazbeni producent Igor Milić

- Bonofest (Izdavač: Župa sv. Filipa i Jakova, Vukovar; Urednik izdanja: fra Ivica Jagodić)[10]
  - 2010. Mirjam Vida Blagojević: "Molitvom tebe zovem" (I. Milić, D. Magušić, I. Milić) - glazbeni producent Igor Milić
  - 2010. Zoran Hornjak: "Put kojim je prošao Bog" (Z. Hornjak, Z, Hornjak, Z. Hornjak/S. Batorek) - tonski snimatelj Igor Milić

- Krapinafest (Izdavač: Kajscena; Za izdavača: Boris Pavleković)[11][12]
  - 2012. – Mirjam Vida Blagojević: "Agonija" (V. Lustig, V. Lustig, I.Milić) - glazbeni producent Igor Milić
  - 2012. – Maja Varga: "Svet je Gospod" ( M. Varga, M. Varga, I. Milić) - glazbeni producent Igor Milić
  - 2012. – Zoran Hornjak: "Budi uvijek uz mene" (Z. Hornjak, Z. Hornjak, I. Milić) - glazbeni producent Igor Milić
  - 2013. – Sanctus: "Ja ljubim Jahvu" (J. Paljević) - glazbeni producent Igor Milić
  - 2013. – Maja Varga: "Na tvojim oltarima" (M. Varga, M. Varga, I. Milić) - glazbeni producent Igor Milić

- Festival duhovne glazbe "Svjetlost dolazi", Zadar
  - 2013. – Zoran Hornjak: "Vjera" (Z. Hornjak) - glazbeni producent Igor Milić[13]

#### Ostalo
- 2012. – Dječja evangelizacijska predstava "Slagalica" – glazbeni producent Igor Milić
- 2013. –  Mjuzikl "Jadnici" –  glazbeni producent Igor Milić[14]

#### Diskografska suradnja
- 2009. – Album "Šarengrad" – Krle i Inspektori (prateći vokali i bas-gitara)[33]

## Vanjske poveznice
- Molitvom tebe zovem - Bonofest 2010.
- Put kojim je prošao Bog - Bonofest 2010.
- Mirjam Vida Blagojević: Agonija - Krapinafest 2012.
- Maja Varga: Svet je Gospod - Krapinafest 2012.
- Zoran Hornjak: Budi uvijek uz mene - Krapinafest 2012.
- Sanctus: Ja ljubim Jahvu - Krapinafest 2013.
- ZAMP popis djela
- Krist jednom stane na žalu - Adrijana Baković i tamburaški orkestar MKUD-a "Šandor Petefi"
- Intervju: najava božićnog koncerta MKUD-a Šandor Petefi na Radio Osijeku u emisiji "Ritam Šokadije"
- Diskografija - Slavonski bećari
- Božićni koncert tamburaške škole MKUD-a Petefi Šandor
- Slavonski bećari u emisiji Lijepom našom, splet pjesama s albuma "Baš je bila luda godina"
- Igor Milić u ulozi faraona u mjuziklu "Josip i kričave boje njegovih snova", Osijek 9. prosinca 2011.
- Slavonski bećari - spot pjesme milenija "Vukovaru, srećo, dobar dan"
- Slavonski bećari - spot pjesme "Sveta Kata bit će snig za vrata"
- Slavonski bećari - spot pjesme "Kućo moja na pol šora"